# Lago Štrbačko
Lago Štrbačko (en albanés: Shterbaqko; en serbio: Штрбачко језеро, Štrbačko) es un lago de montaña en las Montes de Sar en el territorio independiente de facto de Kosovo (Serbia). Se encuentra a una altitud de 2.173 m (7.129 pies) sobre el nivel del mar y tiene una longitud máxima de 228 m (748 pies) y una anchura máxima de 120 m (394 pies). Tiene una gran profundidad para un lago de montaña, con 7,30 m (24,0 pies) siendo su profundidad máxima. Es probablemente el lago más popular en las montañas de Sar y una gran atracción turística.